# Ultra Seria
Ultra Seria (jap. ウルトラシリーズ Urutora Shirīzu), ang. Ultra Series) – seria japońskich seriali telewizyjnych i filmów gatunku tokusatsu, a także mang, stworzona przez Eiji Tsuburayę i wyprodukowana przez jego studio Tsuburaya Productions. Seria skupia się na tematyce kaijū oraz gigantycznych bohaterów walczących przeciwko nim zwanych Ultramanami. Obok produkowanych przez konkurencyjne firmy Toei Company i Tōhō serii Super Sentai, Metalowi herosi, Kamen Rider i Godzilla, Ultra Seria jest jedną z najbardziej znanych franczyz należących do gatunku japońskich seriali science-fiction.

## Seriale należące do serii
- Ultra Q – pierwsza część serii, emitowana w 1966 roku i licząca 28 odcinków.
- Ultraman – druga część serii, pierwsza, która przedstawiała Ultramana. Emitowana była w latach 1966–1967 i liczyła 40 odcinków.
- Ultraseven – kontynuacja Ultramana, emitowana w latach 1967–1968 i licząca 49 odcinków. Serial ten doprowadził do ogromnego wzrostu popularności Serii Ultra, choć w zamierzeniu Tsuburayi miał być jej ostatnią częścią. Jest to ostatnia część serii wyprodukowana za życia jej autora.
- Ultra Fight - emitowany w latach 1970–1971.
- Powrót Ultramana – emitowany w latach 1971–1972, liczył 51 odcinków. Od nazwy głównego bohatera serial ten nazywany jest także Ultraman Jack.
- Ultraman Ace – emitowany w latach 1972–1973, liczył 52 odcinki.
- Ultraman Taro – emitowany w latach 1973–1974, liczył 53 odcinki.
- Ultraman Leo – emitowany w latach 1974–1975, liczył 51 odcinków.
- The Ultraman – emitowany w latach 1979–1980, liczył 50 odcinków. Jest jedyną animowaną produkcją o Ultramanie.
- Ultraman 80 – emitowany w latach 1980–1981, liczył 50 odcinków. Jest ostatnią częścią Ultramana wyprodukowaną w okresie Showa.
- Ultraman Tiga – emitowany w latach 1996–1997, liczył 52 odcinki. Pierwsza część Ultra Serii wyprodukowana w okresie Heisei. Akcja tego serialu dzieje się w innym uniwersum niż poprzednie części.
- Ultraman Dyna – emitowany w latach 1997–1998, liczył 51 odcinków. Kontynuacja Tigi.
- Ultraman Gaia – emitowany w latach 1998–1999, liczył 51 odcinków. Akcja tej części dzieje się w innym uniwersum niż seriale z okresu Showa lub Tiga i Dyna.
- Ultraman Cosmos – emitowany w latach 2001–2002, liczył 65 i jest najdłuższą częścią serii.
- Ultra Q: Dark Fantasy – emitowany w roku 2004, liczył 26 odcinków. Jest to ostatni serial z Ultra Serii emitowany na kanale TBS.
- Ultraman Nexus – emitowany w latach 2004–2005, liczył 37 odcinków. Jest pierwszym serialem z serii emitowanym w pełni na kanale CBC.
- Ultraman Max – emitowany w latach 2005–2006, liczył 40 odcinków.
- Ultraman Mebius – emitowany w latach 2006–2007, liczył 57 odcinków. Akcja toczy w tym samym uniwersum, co wszystkie serie Showa.
- Ultraseven X – emitowany w roku 2007, liczył 12 odcinków. Jest to nowsza wersja Ultraseven wyprodukowana z okazji 40-lecia serialu. Jest ostatnim serialem z serii emitowanym w pełni na kanale CBC.
- Ultra Galaxy – emitowany w latach 2007–2008, liczył 13 odcinków. Kontynuacja Ultraman Mebius.
- Ultra Galaxy: NEO - emitowany w latach 2008-2009, liczył 13 odcinków. Kontynuacja Ultra Galaxy.
- Ultraman Retsuden - emitowany w latach 2011-2016, liczył 104 odcinki.
- Ultra Zero Fight - emitowany w latach 2012-2013, liczył 23 odcinki.
- Neo Ultra Q- - emitowany w roku 2013, liczył 12 odcinków.
- Ultraman Ginga – emitowany w roku 2013, liczył 12 odcinków. Serial wyprodukowano z okazji 50-lecia Tsuburaya Productions. Jest to pierwsza część serii emitowana w TV Tokyo. Serial rozpoczyna okres Nowej Generacji Bohaterów
- Ultraman Ginga S – emitowany w roku 2014, liczył 16 odcinków. Kontynuacja Ginga.
- Ultra Fight Victory – emitowany w roku 2015, liczył 13 odcinków. Stanowi kontynuację Ginga i Ginga S.
- Ultraman X – emitowany w roku 2015, liczył 22 odcinki.
- Ultraman Orb – emitowany w roku 2016, liczył 25 odcinków. Serial został wyprodukowany na 50-lecie Ultra Serii.
- Ultraman Zero: The Chronicle - emitowany w roku 2017, serial liczył 25 odcinków.
- Ultraman Geed - emitowany w roku 2017, serial liczył 25 odcinków.
- Ultraman Orb: The Chronicle - emitowany w roku 2018, serial liczył 26 odcinków.
- Ultraman R/B - emitowany w roku 2018, serial liczył 25 odcinków.
- Ultraman New Generation Chronicle - emitowany w roku 2019, serial liczył 26 odcinków.
- ULTRAMAN - serial animowany emitowany w latach 2019–2023, liczył 31 odcinków.
- Ultraman Taiga - emitowany w roku 2019, serial liczył 26 odcinków. Pierwsza część Ultra Serii wyprodukowana w okresie Reiwa.
- Ultraman Chronicle Zero & Geed - emitowany w roku 2020, serial liczył 23 odcinków.
- Ultraman Z - emitowany w roku 2020, serial liczył 25 odcinków. Pierwsza seria emitowana na kanale studia Tsuburaya w serwisie YouTube równolegle do emisji telewizyjnej.
- Ultraman Trigger: New Generation Tiga - emitowany w latach 2021-2022, serial liczył 25 odcinków. Serial został wyprodukowany na 25-lecie serialu Ultraman Tiga.
- Ultraman Decker - emitowany w latach 2022-2023, serial liczył 24 odcinków. Kontynuacja Trigger, wyprodukowana na 25-lecie serialu Ultraman Dyna.
- Ultraman Blazar - emitowany w latach 2023-2024, serial liczył 25 odcinków